# 横山寿美子
横山 寿美子（よこやま すみこ、1974年3月25日 - ）は、日本、新潟県妙高高原町（現在の妙高市）出身の元クロスカントリースキー選手。父は元クロスカントリー選手・指導者でトリノパラリンピックのコーチ兼ワックス技術者であった横山久雄、姉は元クロスカントリースキー選手の横山久美子。

## 略歴
小学校2年時にクロスカントリースキーを始める。
妙高高原町立妙高中学校(現・妙高市立妙高高原中学校)-新潟県立新井高等学校－日本大学－北越銀行－セコム上信越。2006/2007シーズン限りで国際舞台からは退き2007年11月に結婚。
冬季オリンピックに4回出場、ノルディックスキー世界選手権には8度出場した。
日本大学時代は全日本学生スキー選手権で1年生から4年連続2冠王の偉業（史上初）を樹立した。
現在は池の平温泉の民宿「池廻屋旅館」の女将。

## 主な成績
- 1992年国民体育大会少年女子組優勝
- 1993年全日本学生スキー選手権（インカレ）5kmクラシカル、10kmフリー優勝
- 1993年世界選手権5kmクラシカル67位、15kmクラシカル54位、複合59位
- 1994年全日本学生スキー選手権（インカレ）5kmクラシカル、10kmフリー優勝
- 1994年 ノルディックスキージュニア世界選手権 5kmクラシカル8位、15kmフリー5位
- 1994年リレハンメルオリンピック5kmクラシカル50位、15kmフリー36位、複合36位、30kmクラシカル45位
- 1995年全日本学生スキー選手権（インカレ）5kmクラシカル、10kmフリー優勝
- 1995年世界選手権5kmクラシカル53位、15kmクラシカル35位、複合49位
- 1996年全日本学生スキー選手権（インカレ）5kmクラシカル、10kmフリー優勝
- 1996年全日本スキー選手権15kmフリー優勝
- 1996年アジア冬季競技大会5kmクラシカル2位、10kmフリー優勝
- 1997年世界選手権5kmクラシカル62位、15kmフリー38位、30kmクラシカル30位
- 1998年長野オリンピック5kmクラシカル25位、15kmクラシカル24位、複合25位、30kmクラシカル32位、リレー10位
- 1998年全日本スキー選手権複合優勝
- 1999年世界選手権5kmクラシカル27位、15kmフリー48位、複合38位
- 1999年全日本スキー選手権5kmクラシカル優勝
- 1999年アジア冬季競技大会5kmクラシカル優勝、10kmフリー2位
- 2000年全日本スキー選手権5kmクラシカル優勝、15kmフリー優勝、複合優勝
- 2001年世界選手権15kmクラシカル47位、複合39位、10kmクラシカル22位、リレー13位
- 2002年ソルトレイクシティオリンピック10kmクラシカル31位、15kmフリー22位、複合27位、30kmクラシカル21位、リレー10位
- 2002年全日本スキー選手権スプリント優勝、15kmフリー優勝、30kmクラシカル優勝
- 2003年世界選手権15kmクラシカル19位、複合32位、10kmクラシカル30位、リレー11位
- 2003年アジア冬季競技大会リレー3位
- 2004年全日本スキー選手権10kmフリー優勝
- 2005年世界選手権10kmフリー28位、複合途中棄権、30kmクラシカル22位、リレー12位
- 2006年トリノオリンピック1複合30位、30kmクラシカル37位、リレー12位
- 2006年全日本スキー選手権10kmクラシカル優勝、30kmフリー優勝
- 2007年世界選手権複合23位、30kmクラシカル20位
- 2007年全日本スキー選手権スプリント優勝、複合優勝
- 2007年アジア冬季競技大会リレー3位
- 2007年国民体育大会成年女子B組優勝
- 2008年国民体育大会成年女子B組優勝
- 2008年全日本スキー選手権10kmクラシカル優勝